# Jane Rigby
Pour les articles homonymes, voir Rigby.
Jane Rebecca Rigby est une astrophysicienne américaine. Elle travaille au Goddard Space Flight Center, le principal centre de la NASA consacré à la recherche scientifique et elle est scientifique principale du télescope spatial James Webb. En 2022, elle figure dans la liste des dix scientifiques de l'année de la revue Nature.

## Biographie

### Enfance et éducation
Rigby commence à s'intéresser à l'astrophysique alors qu'elle est au lycée. Elle est influencée par Sally Ride et réalise que les filles aussi peuvent étudier la physique et l'astronomie. Rigby entre à l'Université d'État de Pennsylvanie,. En 2000, elle y obtient un Bachelor of Science en physique et en astronomie et termine une thèse de premier cycle sur les systèmes d'émission de magnésium II. Elle déménage ensuite à l'Université de l'Arizona pour des études supérieures. Elle y obtient un Master of Science en 2003, puis elle travaille sur le diagnostic par  rayons X des noyaux galactiques actifs, sous la supervision de George Rieke (en). Elle soutient sa thèse de doctorat en 2006.

### Carrière

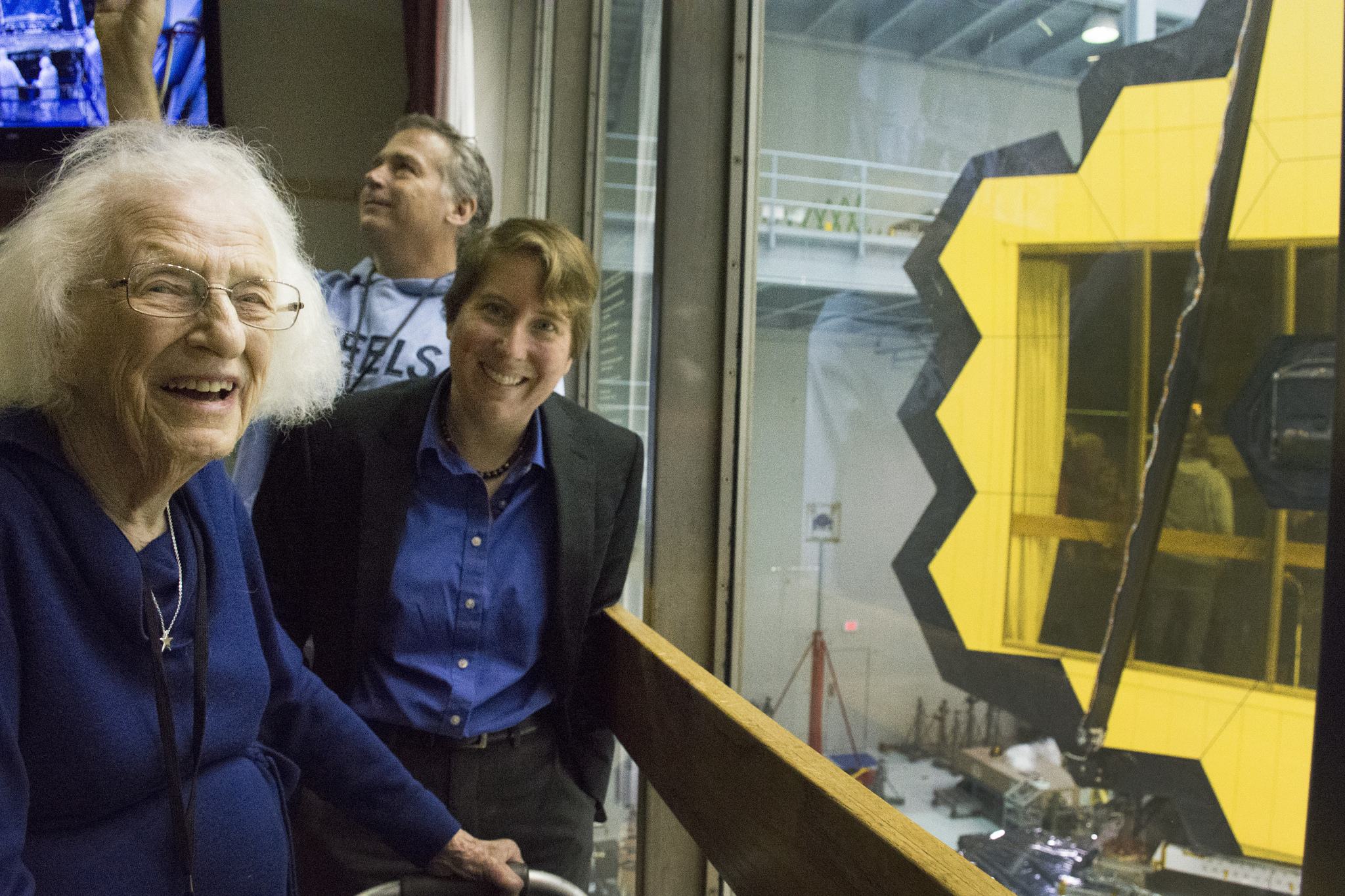
Nancy Grace Roman avec Jane Rigby et le télescope spatial James Webb

Rigby effectue ses recherches postdoctorales en Arizona aux Carnegie Observatories. En 2010, elle est nommée scientifique adjointe du projet des opérations au télescope spatial James Webb et fonctionnaire au Goddard Space Flight Center. Elle est nommée scientifique de projet pour les opérations en 2018. En 2011, elle  donne une Conférence TED sur les télescopes spatiaux. En juin 2023, elle est choisie comme scientifique principale du projet pour le télescope spatial James Webb à la suite de John C. Mather,.
Rigby est responsable du projet TEMPLATES (Targeting Extremely Magnified Panchromatic Lensed Arcs and Their Extended Star Formation). Ce projet vise à utiliser la spectroscopie NIRSpec (en) à signal sur bruit élevé et les unités de champ intégrales dans l'infrarouge moyen. Le but est d'imager 4 galaxies à lentilles gravitationnelles. Le projet cherche à comprendre la naissance des étoiles,.
Rigby fait son coming-out en tant que lesbienne en 2000. Lorsqu'elle rejoint l'Arizona en tant qu'étudiante diplômée, il était toujours illégal d'y être gay. Elle est membre fondatrice du groupe de travail sur l'égalité LGBT de l'Union américaine d'astronomie. En 2015, elle a co-organisé Inclusive Astronomy, une initiative mondiale pour célébrer l'inclusivité et l'équité en astronomie,. En 2022, elle reçoit le prix annuel de reconnaissance des personnalités LGBTQ+ de l'association Out to Innovate.

## Récompenses et honneurs
- 2006 Bourse postdoctorale du télescope spatial Spitzer [15]
- 2013 : NASA Robert H. Goddard Award for Exceptional Achievement for Science [16]
- 2014 : Prix Robert H. Goddard de la NASA pour la diversité et l'égalité des chances en matière d'emploi [17]
- 2018 : Prix commémoratif John C. Lindsay pour les sciences spatiales [18]
- 2021 : Nature's 10 dans la catégorie personnes à surveiller en 2022 [19]
- 2022 : 
  - prix annuel de reconnaissance des personnalités LGBTQ+ de l'association Out to Innovate[12]
  - BBC 100 Femmes [20]
  - Nature's 10 [21]

## Publications sélectionnées
- (en) Fiona A. Harrison, William W. Craig, Finn E. Christensen, Charles J. Hailey, William W. Zhang, Steven E. Boggs, Daniel Stern, W. Rick Cook, Karl Forster, Paolo Giommi, Brian W. Grefenstette, Yunjin Kim, Takao Kitaguchi, Jason E. Koglin, Kristin K. Madsen, Peter H. Mao, Hiromasa Miyasaka, Kaya Mori, Matteo Perri, Michael J. Pivovaroff, Simonetta Puccetti, Vikram R. Rana, Niels J. Westergaard, Jason Willis, Andreas Zoglauer, Hongjun An, Matteo Bachetti, Nicolas M. Barrière, Eric C. Bellm, Varun Bhalerao, Nicolai F. Brejnholt, Felix Fuerst, Carl C. Liebe, Craig B. Markwardt, Melania Nynka, Julia K. Vogel, Dominic J. Walton, Daniel R. Wik, David M. Alexander, Lynn R. Cominsky, Ann E. Hornschemeier, Allan Hornstrup, Victoria M. Kaspi, Greg M. Madejski, Giorgio Matt, Silvano Molendi, David M. Smith, John A. Tomsick, Marco Ajello, David R. Ballantyne, Mislav Baloković, Didier Barret, Franz E. Bauer, Roger D. Blandford, W. Niel Brandt, Laura W. Brenneman, James Chiang, Deepto Chakrabarty, Jerome Chenevez, Andrea Comastri, Francois Dufour, Martin Elvis, Andrew C. Fabian, Duncan Farrah, Chris L. Fryer, Eric V. Gotthelf, Jonathan E. Grindlay, David J. Helfand, Roman Krivonos, David L. Meier, Jon M. Miller, Lorenzo Natalucci, Patrick Ogle, Eran O. Ofek, Andrew Ptak, Stephen P. Reynolds, Jane R. Rigby, Gianpiero Tagliaferri, Stephen E. Thorsett, Ezequiel Treister et C. Megan Urry, « The nuclear spectroscopic telescope array (NuSTAR) high-energy X-ray  mission », The Astrophysical Journal, IOP Publishing, vol. 770, no 2,‎ 30 mai 2013, p. 103 (ISSN 0004-637X et 1538-4357, DOI 10.1088/0004-637X/770/2/103, arXiv 1301.7307, lire en ligne).
- (en) Katherine E. Whitaker, Marijn Franx, Joel Leja, Pieter G. van Dokkum, Alaina Henry, Rosalind E. Skelton, Mattia Fumagalli, Ivelina G. Momcheva, Gabriel B. Brammer, Ivo Labbé, Erica J. Nelson et Jane R. Rigby, « Constraining the low-mass slope of the star formation sequence at 0.5 < z < 2.5 », The Astrophysical Journal, IOP Publishing, vol. 795, no 2,‎ 17 octobre 2014, p. 104 (ISSN 0004-637X et 1538-4357, DOI 10.1088/0004-637X/795/2/104, arXiv 1407.1843, lire en ligne).
- (en) Wendy L. Freedman, Barry F. Madore, Victoria Scowcroft, Chris Burns, Andy Monson, S. Eric Persson, Mark Seibert et Jane Rigby, « Carnegie Hubble program: a mid-infrared calibration of the Hubble  constant », The Astrophysical Journal, IOP Publishing, vol. 758, no 1,‎ 21 septembre 2012, p. 24 (ISSN 0004-637X et 1538-4357, DOI 10.1088/0004-637X/758/1/24, arXiv 1208.3281, lire en ligne).